# Петко Войников
Петко Войников е български филолог и публицист.

## Биография
Роден е през 1911 г. в София. Произхожда от рода Маджарови – майка му Василка е дъщеря на българския общественик Михаил Маджаров.
Петко Войников се дипломира в Сорбоната като класически филолог. Завръща се в България, където става изявен публицист.
Към 1944 г. работи в Дирекцията по печата към Външното министерство.
Загива при бомбардировката над София на 10 януари 1944 г. заедно с жена си, писателката и преводачка Александра (Саша) Пундева-Войникова, майка си, дядо си Михаил и баба си Мария. Двете му невръстни дъщери са отгледани от леля им Анна Каменова и съпруга ѝ Петко Стайнов.

## Трудове
Автор е на първия опит за речник на жаргонните думи в българския език: „Тарикатско-български речник“ (сп. „Родна реч“, 1930).
„Култура, цивилизация и демокрация“ (1945, 1993).